# Lambdina invexata
Lambdina invexata là một loài bướm đêm trong họ Geometridae.